# Bolesław Fotygo-Folański
Bolesław Fotygo-Folański (ur. 15 maja 1883 w Warszawie, zm. 29 grudnia 1954 w Katowicach) – polski aktor, solista operowy i operetkowy, reżyser operowy.
W latach 1892–1895 uczył się w Warszawskiej Szkole Baletowej, po której ukończeniu (do roku 1901) został zatrudniony w chórze zespołu operowego Warszawskich Teatrów Rządowych. Debiutował we Lwowie w Operze Lwowskiej (w zespole operetkowym). W latach 1908–1913 występował (jako aktor) w Teatrze Wielkim im. Stanisława Moniuszki w Poznaniu. W roku 1914 występował w Warszawie w Teatrze Nowości, rok później w ogródkowym teatrze „Kasyno”. Od roku 1918 grał i reżyserował opery i operetki we Lwowie. W roku 1920 krótko w zespole plebiscytowym na Górnym Śląsku. W latach 20. grywał w Warszawie i Wilnie. W latach 1923–1930 był reżyserem Teatru Wielkiego w Poznaniu. W sezonie 1930/1931 reżyserował opery we Lwowie, następnie w Teatrze Miejskim w Toruniu i Bydgoszczy, Częstochowie i Warszawie.
Po wojnie znalazł się najpierw w Krakowie, następnie na sezon 1946/1947 w Teatrze Lutnia w Łodzi. W latach 1948–1954 reżyserował w Bytomiu w Operze Śląskiej i w Operetce Gliwickiej. Był wielką osobowością na bytomskiej scenie operowej. W Operze Śląskiej znajduje się portret upamiętniający Bolesława Fotygo-Folańskiego.
Do najważniejszych jego reżyserii operowych należą:
- Madame Butterfly, Opera Śląska (1947 r.)
- Verbum nobile, Opera Śląska (1948)
- Rigoletto, Opera Śląska (1949)
- Rycerskość wieśniacza, Opera Wrocławska (1949)
- Casanova (opera), Ludomir Różycki, Opera Śląska (1951)
- Napój miłosny, Opera Śląska (1951)
- Straszny dwór, Opera Śląska (1952)